# Арнольд Вольф
Арнольд Вольф (нім. Arnold Wolf) (1877, м. Простейов, Чехія — 24 листопада 1924, там само) — австрійський і український військовий діяч, генерал-чотар УГА. За походженням австрієць.

## Життєпис
Закінчив Кадетську школу, згодом Офіцерську школу у Відні. Під час першої світової війни — на італійському фронті, підполковник австрійської армії, нагороджений Орденом Леопольда. 
В листопаді 1918 перейшов на службу в Галицьку Армію. Під час українсько-польської війни 1918-1919 Вольф очолював 3-ю Бережанську (третю) бригаду УГА, яка відзначилась під час Чортківської офензиви 1919 р. у боях за Бучач, Бережани (20-21 червня 1919 р.).
У липні-серпні 1919 року в ході успішного спільного наступу УГА та Армії Української Народної Республіки на Київ Вольфа було призначено командувачем Другого корпусу УГА. У вересні - жовтні 1919 р. корпус Вольфа вів успішні бої проти денікінських військ у районі Липівця, Немирова, Гайсина, Брацлава  під  час  українсько-білогвардійської війни. 
У вересні 1920 р. перейшов з частиною УГА в Чехословаччину, де став командантом інтернованої бригади в таборах для військовополонених — Ліберці (Чехо-Словаччина), Німецькому Яблонному та Йозефові (Чехословаччина).
У червні 1921 р. був призначений комендантом табору в м. Йозефов, де помер. Похований у Простейові (Чехія).